# Muzej seljačkih buna, Gornja Stubica

## O muzeju i dvorcu Oršić
Muzej je osnovan i otvoren za javnost povodom obilježavanja 400. godišnjice velike Seljačke bune iz 1573. godine. Smješten je u baroknom dvorcu obitelji Oršić iz 18. stoljeća. Na mjestu srednjovjekovne utvrde dao ga je sagraditi grof Krsto Oršić, 1756. godine.
Tlocrt dvorca je u obliku slova L, a treće krilo nekada se nastavljalo na stariji kaštel. U dvorcu je sačuvana kapela s iluzionističkim freskama, alegorijskim prikazom četiriju kontinenata i oslikani barokni oltar s prizorima iz života svetog Franje Ksaverskoga, koji pripadaju u sam vrh baroknog slikarstva i pripisuju se poznatome majstoru Antonu Lerchingeru. Posljednji Oršići, dvorac su napustili 1924. godine. 
Neko vrijeme u dvorcu se nalazila osnovna škola, a njime se koristila i seljačka zadruga. Krajem šezdesetih i početkom sedamdesetih godina 20. stoljeća dvorac je potpuno obnovljen i u njega je smješten Muzej seljačkih buna. Dvorac je okružen dekorativnim vrtom, a okolni je prostor pejzažni perivoj s domaćim i egzotičnim biljnim vrstama u kojemu je smješten i spomenik Seljačkoj buni i Matiji Gupcu, rad kipara Antuna Augustinčića.
U kapeli dvorca i nekadašnjoj sakristiji postavljena je stalna izložba sakralne umjetnosti Hrvatskog zagorja. Novi stalni postav otvoren 2002. godine, osim Seljačke bune 1573., prikazuje razvoj feudalizma na području sjeverozapadne Hrvatske. Uredbom o Muzejima Hrvatskog zagorja Muzej seljačkih buna postaje 1992. godine njihov sastavni dio. 
Dugogodišnji ravnatelj Muzeja seljačkih buna i nakon toga Muzeja Hrvatskog zagorja bio je akademski slikar Zorislav Drempetić Hrčić. 
Osim Stalnog postava, Muzej, organizira povremene izložbe, radionice i događanja poput Viteškog turnira.

## Vanjske poveznice
- Muzej seljačkih buna Hrvatska tehnička enciklopedija, portal hrvatske tehničke baštine. LZMK